# Prosternatie

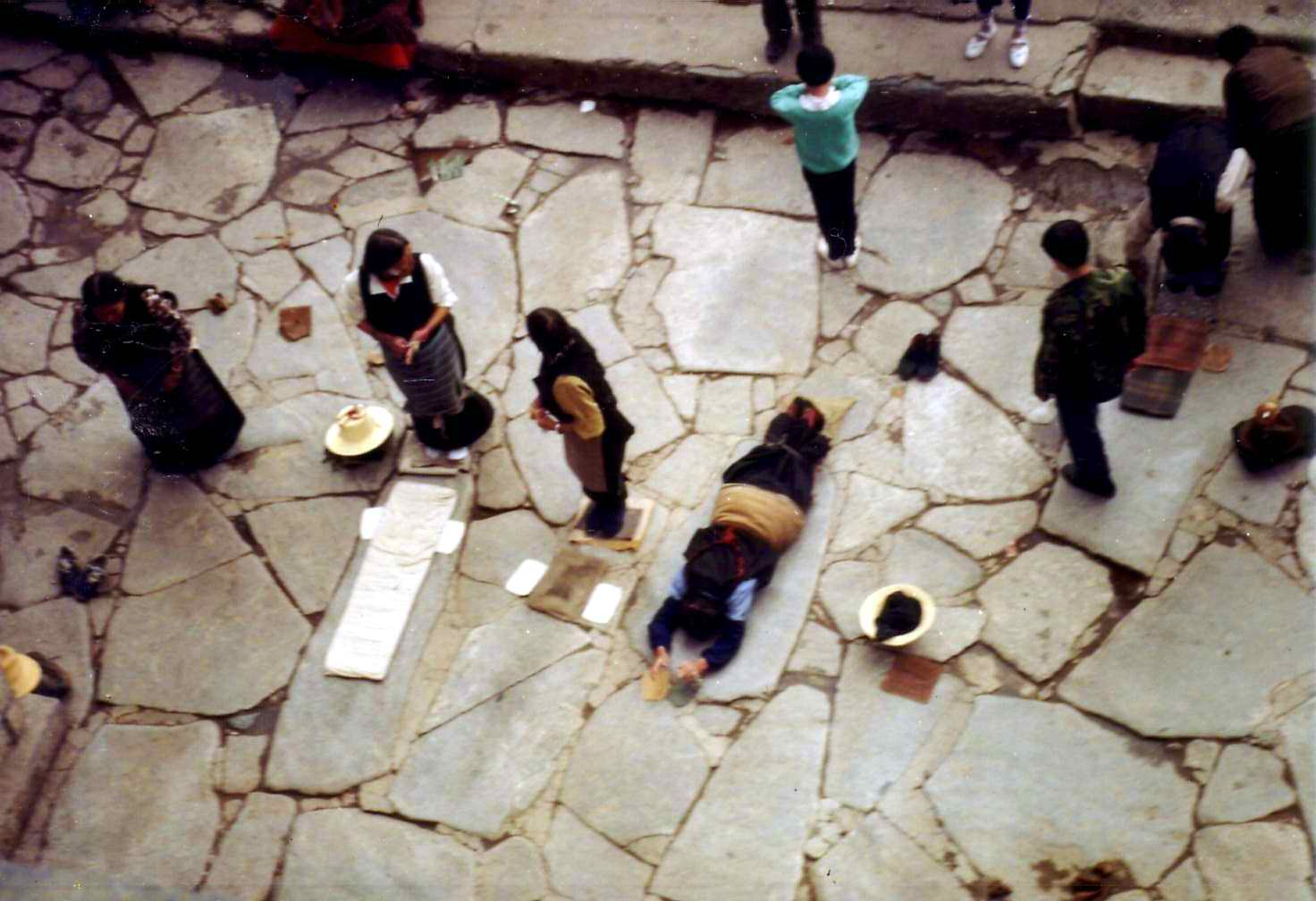
Prosternatie van boeddhistische pelgrims in de Jokhang tempel te Lhasa.

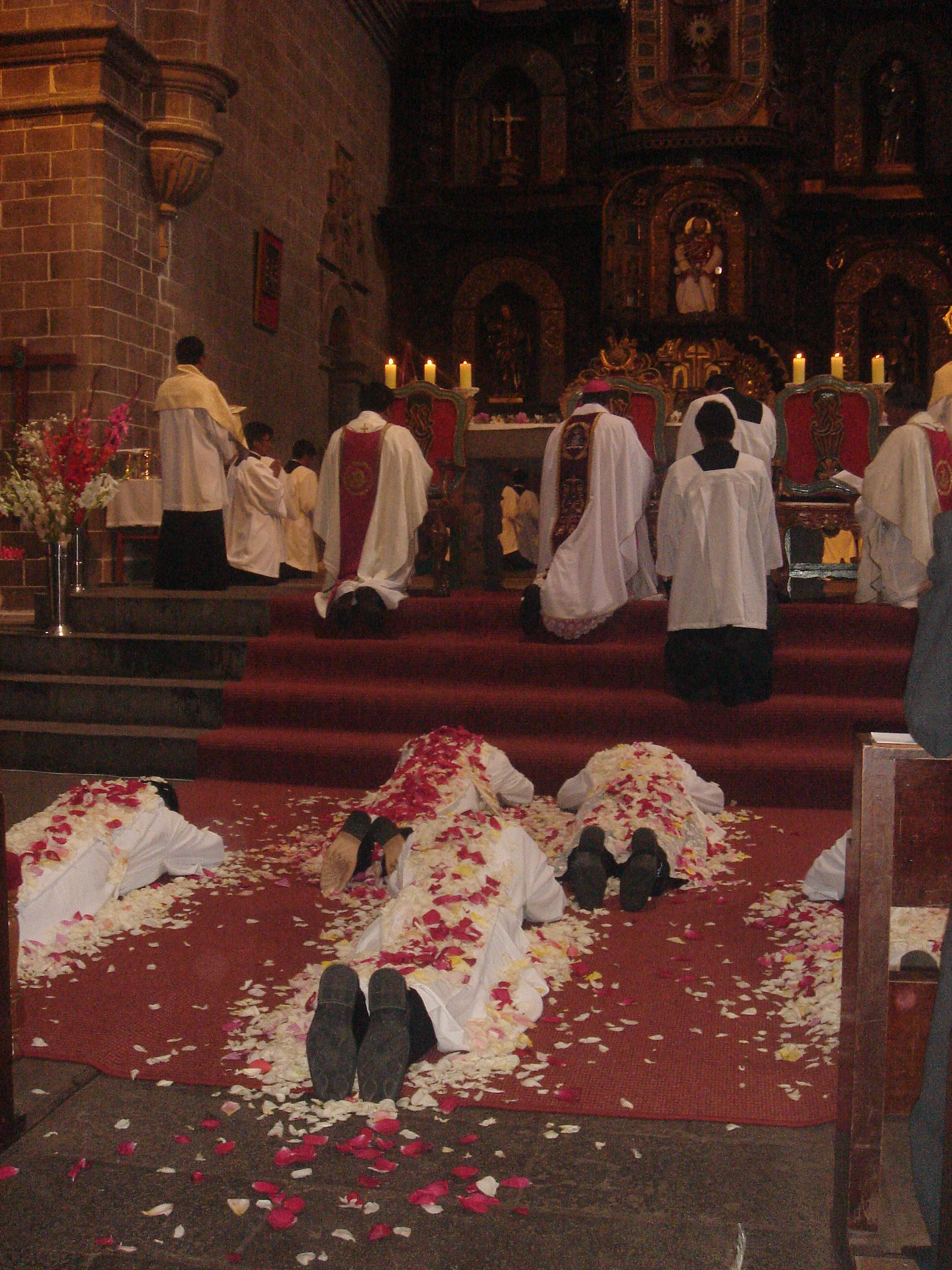
Prosternatie tijdens priesterwijding in Peru (2009)

Prosternatie (letterlijk: neerwerping, ter-aarde-werping) is een handeling die zowel in godsdienstige rituelen als in wereldlijke ceremonies voor kan komen. Vaak is de prosternatie een teken van onderwerping aan de godheid of aan een heerser, zoals de koutou ter begroeting van de Chinese keizer.
De handeling komt voor in onder andere het Islamitische gebed, wordt echter ook door de Samaritanen en Karaïeten gedaan. Vermoed wordt dat deze vorm van intens bidden al uit zeer oude tijden stamt en onder andere ook door Abraham en Mozes op een bepaalde wijze werd uitgevoerd.
Binnen het Rooms-Katholicisme werpt de wijdeling zich ter aarde tijdens de litanie van alle heiligen, als teken van volledige onderwerping aan God. De andere aanwezigen knielen. Bij het begin van de liturgie van Goede Vrijdag strekken priester, diaken en subdiaken zich uit op de grond voor het altaar, terwijl de andere dienaren diep gebogen neerknielen.
In synagoges in Israël is het gebruik momenteel  wijder verbreid dan bij Israëlitische kerkgenootschappen elders op de wereld.
Vaak wast de gelovige zich voor zij of hij begint met de prosternatie om in een staat van rituele reinheid te geraken.
Ook in religies uit het verre oosten komt prosternatie voor, bijvoorbeeld in Tibet. Hierbij werpen gelovigen zich soms echt hard neer, waardoor bescherming met stukken stof of stukken autoband nodig is.
Veel gelovigen ervaren door prosternatie een gevoel van 'high' zijn, een intense mystieke ervaring.
Ook wordt wel vermoed dat door prosternatie bepaalde gebieden in de voorste hersenlobben beter doorbloed raken waardoor hogere hersenfuncties zoals geheugen en geweten beter gaan functioneren.